# Златна Панега
За реката със същото име вижте Златна Панега (река).
Златна Панега е село в Северна България. То се намира в община Ябланица, област Ловеч.

## История
За пръв път селото се споменава в най-ранния Османски данъчен регистър от 1430 г. като Банега (Панега). През 18 век са го наричали Панег. Националният герой и революционер Васил Левски е спирал в хана на селото през 1871 г.
Новата история на селото е свързана преди всичко с циментовия завод, писателя Георги Богданов и филма по негов сценарий – „Златната река“.

## Религии
- В селото се намира църква на име „Възнесение Христово“.

## Културни и природни забележителности
- В селото е роден писателят Георги Богданов, наричан „певецът на реката“. По негов сценарий е филмът „Златната река“, в който разказва за времето на комунизма в тази част на България.

- В селото се намира вторият по големина карстов извор в България – „Глава панега“ (със среден дебит 2500 л/сек), който се нарежда след Девненския (със среден дебит 2700 л/сек).

## Личности
Родени
- Мико Богданов – поет и художник

## Икономика
В село Златна Панега се намира вторият по големина циментов завод в България.